# Acontia thapsinana
Acontia thapsinana är en fjärilsart som beskrevs av Embrik Strand 1917. Acontia thapsinana ingår i släktet Acontia och familjen nattflyn. Inga underarter finns listade i Catalogue of Life.